# 1991年のナショナルリーグチャンピオンシップシリーズ
1991年の野球において、メジャーリーグベースボール（MLB）のポストシーズンは10月8日に開幕した。ナショナルリーグの第23回リーグチャンピオンシップシリーズ（英語: 23rd National League Championship Series、以下「リーグ優勝決定戦」と表記）は、翌9日から17日にかけて計7試合が開催された。その結果、アトランタ・ブレーブス（西地区）がピッツバーグ・パイレーツ（東地区）を4勝3敗で下し、33年ぶり13回目のリーグ優勝および5回目のワールドシリーズ進出を果たした。ブレーブスは、1958年の前回リーグ優勝時はウィスコンシン州ミルウォーキーを本拠地としていたため、ジョージア州アトランタへ移転してからはこれが26年目での初優勝である。
両球団がリーグ優勝決定戦で対戦するのはこれが初めて。この年のレギュラーシーズンでは両球団は12試合対戦し、ブレーブスが9勝3敗と勝ち越していた。パイレーツは、出場したポストシーズンのシリーズが最終第7戦までもつれた場合は過去5戦全勝だったが、今シリーズで初めて敗退を喫した。その最終第7戦も含め、ブレーブスが挙げた4勝のうち3勝が零封勝利だった。1シリーズ3零封勝利はリーグ優勝決定戦史上最多である。シリーズMVPには、第2戦と第6戦の2度の先発登板で計16.1イニングを投げて防御率0.00と相手打線を封じ込め、いずれの試合でも勝利投手となったブレーブスのスティーブ・エイベリーが選出された。しかしブレーブスは、ワールドシリーズではアメリカンリーグ王者ミネソタ・ツインズに3勝4敗で敗れ、34年ぶり3度目の優勝を逃した。

## 試合結果
1991年のナショナルリーグ優勝決定戦は10月9日に開幕し、途中に移動日を挟んで9日間で7試合が行われた。日程・結果は以下の通り。
| 日付                                                    | 試合  | ビジター球団（先攻）     | スコア | ホーム球団（後攻）       | 開催球場                                      | 開催球場                                                                       |
| ------------------------------------------------------- | ----- | ------------------------ | ------ | ------------------------ | --------------------------------------------- | ------------------------------------------------------------------------------ |
| 10月09日（水）                                          | 第1戦 | アトランタ・ブレーブス   | 1－5   | ピッツバーグ・パイレーツ | スリー・リバース・スタジアム                  | スリー・リバース・ · スタジアムアトランタ・フルトン・ · カウンティ・スタジアム |
| 10月10日（木）                                          | 第2戦 | アトランタ・ブレーブス   | 1－0   | ピッツバーグ・パイレーツ | スリー・リバース・スタジアム                  | スリー・リバース・ · スタジアムアトランタ・フルトン・ · カウンティ・スタジアム |
| 10月11日（金）                                          |       | 移動日                   | 移動日 | 移動日                   |                                               | スリー・リバース・ · スタジアムアトランタ・フルトン・ · カウンティ・スタジアム |
| 10月12日（土）                                          | 第3戦 | ピッツバーグ・パイレーツ | 3－10  | アトランタ・ブレーブス   | アトランタ・フルトン・ カウンティ・スタジアム | スリー・リバース・ · スタジアムアトランタ・フルトン・ · カウンティ・スタジアム |
| 10月13日（日）                                          | 第4戦 | ピッツバーグ・パイレーツ | 3－2   | アトランタ・ブレーブス   | アトランタ・フルトン・ カウンティ・スタジアム | スリー・リバース・ · スタジアムアトランタ・フルトン・ · カウンティ・スタジアム |
| 10月14日（月）                                          | 第5戦 | ピッツバーグ・パイレーツ | 1－0   | アトランタ・ブレーブス   | アトランタ・フルトン・ カウンティ・スタジアム | スリー・リバース・ · スタジアムアトランタ・フルトン・ · カウンティ・スタジアム |
| 10月15日（火）                                          |       | 移動日                   | 移動日 | 移動日                   |                                               | スリー・リバース・ · スタジアムアトランタ・フルトン・ · カウンティ・スタジアム |
| 10月16日（水）                                          | 第6戦 | アトランタ・ブレーブス   | 1－0   | ピッツバーグ・パイレーツ | スリー・リバース・スタジアム                  | スリー・リバース・ · スタジアムアトランタ・フルトン・ · カウンティ・スタジアム |
| 10月17日（木）                                          | 第7戦 | アトランタ・ブレーブス   | 4－0   | ピッツバーグ・パイレーツ | スリー・リバース・スタジアム                  | スリー・リバース・ · スタジアムアトランタ・フルトン・ · カウンティ・スタジアム |
| 優勝：アトランタ・ブレーブス（4勝3敗 / 33年ぶり13度目） |       |                          |        |                          |                                               | スリー・リバース・ · スタジアムアトランタ・フルトン・ · カウンティ・スタジアム |

### 第1戦 10月9日
- スリー・リバース・スタジアム（ペンシルベニア州ピッツバーグ）

|                          | 1 | 2 | 3 | 4 | 5 | 6 | 7 | 8 | 9 | R | H | E |
| ------------------------ | - | - | - | - | - | - | - | - | - | - | - | - |
| アトランタ・ブレーブス   | 0 | 0 | 0 | 0 | 0 | 0 | 0 | 0 | 1 | 1 | 5 | 1 |
| ピッツバーグ・パイレーツ | 1 | 0 | 2 | 0 | 0 | 1 | 0 | 1 | X | 5 | 8 | 1 |

1. 勝利：ダグ・ドレイベック（1勝）
2. セーブ：ボブ・ウォーク（1S）
3. 敗戦：トム・グラビン（1敗）
4. 本塁打
ATL：デビッド・ジャスティス1号ソロ
PIT：アンディ・バンスライク1号ソロ
5. 審判
［球審］ダグ・ハーヴェイ
［塁審］一塁: フランク・プーリ、二塁: デイナ・デムス、三塁: エリック・グレッグ
［外審］左翼: ボブ・デービッドソン、右翼: ブルース・フローミング
6. 試合開始時刻: 東部夏時間（UTC-4）午後8時41分  試合時間: 2時間51分  観客: 5万7347人  気温: 65°F（18.3°C）
詳細: MLB.com Gameday / Baseball-Reference.com

| アトランタ・ブレーブス | アトランタ・ブレーブス | アトランタ・ブレーブス | アトランタ・ブレーブス | アトランタ・ブレーブス                                                                                       | ピッツバーグ・パイレーツ | ピッツバーグ・パイレーツ | ピッツバーグ・パイレーツ | ピッツバーグ・パイレーツ | ピッツバーグ・パイレーツ                                                                              |
| ---------------------- | ---------------------- | ---------------------- | ---------------------- | --- | ------------------------ | ------------------------ | ------------------------ | ------------------------ | --- |
| 打順                   | 守備                   | 選手                   | 打席                   | T・グラビンG・オルソンS・ブリームM・レムキーT・ペンドル · トンR・ベリアードL・スミスR・ガントD・ジャスティス | 打順                     | 守備                     | 選手                     | 打席                     | D・ドレイベックD・スロートG・リーダスJ・リンドS・ブーシェルJ・ベルB・ボンズA・バンスライクB・ボニーヤ |
| 1                      | 左                     | L・スミス              | 右                     | T・グラビンG・オルソンS・ブリームM・レムキーT・ペンドル · トンR・ベリアードL・スミスR・ガントD・ジャスティス | 1                        | 一                       | G・リーダス              | 右                       | D・ドレイベックD・スロートG・リーダスJ・リンドS・ブーシェルJ・ベルB・ボンズA・バンスライクB・ボニーヤ |
| 2                      | 二                     | M・レムキー            | 両                     | T・グラビンG・オルソンS・ブリームM・レムキーT・ペンドル · トンR・ベリアードL・スミスR・ガントD・ジャスティス | 2                        | 遊                       | J・ベル                  | 右                       | D・ドレイベックD・スロートG・リーダスJ・リンドS・ブーシェルJ・ベルB・ボンズA・バンスライクB・ボニーヤ |
| 3                      | 三                     | T・ペンドルトン        | 両                     | T・グラビンG・オルソンS・ブリームM・レムキーT・ペンドル · トンR・ベリアードL・スミスR・ガントD・ジャスティス | 3                        | 中                       | A・バンスライク          | 左                       | D・ドレイベックD・スロートG・リーダスJ・リンドS・ブーシェルJ・ベルB・ボンズA・バンスライクB・ボニーヤ |
| 4                      | 右                     | D・ジャスティス        | 左                     | T・グラビンG・オルソンS・ブリームM・レムキーT・ペンドル · トンR・ベリアードL・スミスR・ガントD・ジャスティス | 4                        | 右                       | B・ボニーヤ              | 両                       | D・ドレイベックD・スロートG・リーダスJ・リンドS・ブーシェルJ・ベルB・ボンズA・バンスライクB・ボニーヤ |
| 5                      | 中                     | R・ガント              | 右                     | T・グラビンG・オルソンS・ブリームM・レムキーT・ペンドル · トンR・ベリアードL・スミスR・ガントD・ジャスティス | 5                        | 左                       | B・ボンズ                | 左                       | D・ドレイベックD・スロートG・リーダスJ・リンドS・ブーシェルJ・ベルB・ボンズA・バンスライクB・ボニーヤ |
| 6                      | 一                     | S・ブリーム            | 左                     | T・グラビンG・オルソンS・ブリームM・レムキーT・ペンドル · トンR・ベリアードL・スミスR・ガントD・ジャスティス | 6                        | 三                       | S・ブーシェル            | 右                       | D・ドレイベックD・スロートG・リーダスJ・リンドS・ブーシェルJ・ベルB・ボンズA・バンスライクB・ボニーヤ |
| 7                      | 捕                     | G・オルソン            | 右                     | T・グラビンG・オルソンS・ブリームM・レムキーT・ペンドル · トンR・ベリアードL・スミスR・ガントD・ジャスティス | 7                        | 捕                       | D・スロート              | 右                       | D・ドレイベックD・スロートG・リーダスJ・リンドS・ブーシェルJ・ベルB・ボンズA・バンスライクB・ボニーヤ |
| 8                      | 遊                     | R・ベリアード          | 右                     | T・グラビンG・オルソンS・ブリームM・レムキーT・ペンドル · トンR・ベリアードL・スミスR・ガントD・ジャスティス | 8                        | 二                       | J・リンド                | 右                       | D・ドレイベックD・スロートG・リーダスJ・リンドS・ブーシェルJ・ベルB・ボンズA・バンスライクB・ボニーヤ |
| 9                      | 投                     | T・グラビン            | 左                     | T・グラビンG・オルソンS・ブリームM・レムキーT・ペンドル · トンR・ベリアードL・スミスR・ガントD・ジャスティス | 9                        | 投                       | D・ドレイベック          | 右                       | D・ドレイベックD・スロートG・リーダスJ・リンドS・ブーシェルJ・ベルB・ボンズA・バンスライクB・ボニーヤ |
| 先発投手               | 先発投手               | 先発投手               | 投球                   | T・グラビンG・オルソンS・ブリームM・レムキーT・ペンドル · トンR・ベリアードL・スミスR・ガントD・ジャスティス | 先発投手                 | 先発投手                 | 先発投手                 | 投球                     | D・ドレイベックD・スロートG・リーダスJ・リンドS・ブーシェルJ・ベルB・ボンズA・バンスライクB・ボニーヤ |
| T・グラビン            | T・グラビン            | T・グラビン            | 左                     | T・グラビンG・オルソンS・ブリームM・レムキーT・ペンドル · トンR・ベリアードL・スミスR・ガントD・ジャスティス | D・ドレイベック          | D・ドレイベック          | D・ドレイベック          | 右                       | D・ドレイベックD・スロートG・リーダスJ・リンドS・ブーシェルJ・ベルB・ボンズA・バンスライクB・ボニーヤ |

### 第2戦 10月10日
- スリー・リバース・スタジアム（ペンシルベニア州ピッツバーグ）

|                          | 1 | 2 | 3 | 4 | 5 | 6 | 7 | 8 | 9 | R | H | E |
| ------------------------ | - | - | - | - | - | - | - | - | - | - | - | - |
| アトランタ・ブレーブス   | 0 | 0 | 0 | 0 | 0 | 1 | 0 | 0 | 0 | 1 | 8 | 0 |
| ピッツバーグ・パイレーツ | 0 | 0 | 0 | 0 | 0 | 0 | 0 | 0 | 0 | 0 | 6 | 0 |

1. 勝利：スティーブ・エイベリー（1勝）
2. セーブ：アレハンドロ・ペーニャ（1S）
3. 敗戦：ゼイン・スミス（1敗）
4. 審判
［球審］フランク・プーリ
［塁審］一塁: デイナ・デムス、二塁: エリック・グレッグ、三塁: ボブ・デービッドソン
［外審］左翼: ブルース・フローミング、右翼: ダグ・ハーヴェイ
5. 試合開始時刻: 東部夏時間（UTC-4）午後8時39分  試合時間: 2時間46分  観客: 5万7533人  気温: 51°F（10.6°C）
詳細: MLB.com Gameday / Baseball-Reference.com

| アトランタ・ブレーブス | アトランタ・ブレーブス | アトランタ・ブレーブス | アトランタ・ブレーブス | アトランタ・ブレーブス                                                                                         | ピッツバーグ・パイレーツ | ピッツバーグ・パイレーツ | ピッツバーグ・パイレーツ | ピッツバーグ・パイレーツ | ピッツバーグ・パイレーツ                                                                        |
| ---------------------- | ---------------------- | ---------------------- | ---------------------- | --- | ------------------------ | ------------------------ | ------------------------ | ------------------------ | ----------------------------------------------------------------------------------------------- |
| 打順                   | 守備                   | 選手                   | 打席                   | S・エイベリーG・オルソンB・ハンターM・レムキーT・ペンドル · トンR・ベリアードL・スミスR・ガントD・ジャスティス | 打順                     | 守備                     | 選手                     | 打席                     | Z・スミスD・スロートG・リーダスJ・リンドS・ブーシェルJ・ベルB・ボンズA・バンスライクB・ボニーヤ |
| 1                      | 左                     | L・スミス              | 右                     | S・エイベリーG・オルソンB・ハンターM・レムキーT・ペンドル · トンR・ベリアードL・スミスR・ガントD・ジャスティス | 1                        | 一                       | G・リーダス              | 右                       | Z・スミスD・スロートG・リーダスJ・リンドS・ブーシェルJ・ベルB・ボンズA・バンスライクB・ボニーヤ |
| 2                      | 三                     | T・ペンドルトン        | 両                     | S・エイベリーG・オルソンB・ハンターM・レムキーT・ペンドル · トンR・ベリアードL・スミスR・ガントD・ジャスティス | 2                        | 遊                       | J・ベル                  | 右                       | Z・スミスD・スロートG・リーダスJ・リンドS・ブーシェルJ・ベルB・ボンズA・バンスライクB・ボニーヤ |
| 3                      | 中                     | R・ガント              | 右                     | S・エイベリーG・オルソンB・ハンターM・レムキーT・ペンドル · トンR・ベリアードL・スミスR・ガントD・ジャスティス | 3                        | 中                       | A・バンスライク          | 左                       | Z・スミスD・スロートG・リーダスJ・リンドS・ブーシェルJ・ベルB・ボンズA・バンスライクB・ボニーヤ |
| 4                      | 右                     | D・ジャスティス        | 左                     | S・エイベリーG・オルソンB・ハンターM・レムキーT・ペンドル · トンR・ベリアードL・スミスR・ガントD・ジャスティス | 4                        | 右                       | B・ボニーヤ              | 両                       | Z・スミスD・スロートG・リーダスJ・リンドS・ブーシェルJ・ベルB・ボンズA・バンスライクB・ボニーヤ |
| 5                      | 一                     | B・ハンター            | 右                     | S・エイベリーG・オルソンB・ハンターM・レムキーT・ペンドル · トンR・ベリアードL・スミスR・ガントD・ジャスティス | 5                        | 左                       | B・ボンズ                | 左                       | Z・スミスD・スロートG・リーダスJ・リンドS・ブーシェルJ・ベルB・ボンズA・バンスライクB・ボニーヤ |
| 6                      | 捕                     | G・オルソン            | 右                     | S・エイベリーG・オルソンB・ハンターM・レムキーT・ペンドル · トンR・ベリアードL・スミスR・ガントD・ジャスティス | 6                        | 三                       | S・ブーシェル            | 右                       | Z・スミスD・スロートG・リーダスJ・リンドS・ブーシェルJ・ベルB・ボンズA・バンスライクB・ボニーヤ |
| 7                      | 二                     | M・レムキー            | 両                     | S・エイベリーG・オルソンB・ハンターM・レムキーT・ペンドル · トンR・ベリアードL・スミスR・ガントD・ジャスティス | 7                        | 捕                       | D・スロート              | 右                       | Z・スミスD・スロートG・リーダスJ・リンドS・ブーシェルJ・ベルB・ボンズA・バンスライクB・ボニーヤ |
| 8                      | 遊                     | R・ベリアード          | 右                     | S・エイベリーG・オルソンB・ハンターM・レムキーT・ペンドル · トンR・ベリアードL・スミスR・ガントD・ジャスティス | 8                        | 二                       | J・リンド                | 右                       | Z・スミスD・スロートG・リーダスJ・リンドS・ブーシェルJ・ベルB・ボンズA・バンスライクB・ボニーヤ |
| 9                      | 投                     | S・エイベリー          | 左                     | S・エイベリーG・オルソンB・ハンターM・レムキーT・ペンドル · トンR・ベリアードL・スミスR・ガントD・ジャスティス | 9                        | 投                       | Z・スミス                | 左                       | Z・スミスD・スロートG・リーダスJ・リンドS・ブーシェルJ・ベルB・ボンズA・バンスライクB・ボニーヤ |
| 先発投手               | 先発投手               | 先発投手               | 投球                   | S・エイベリーG・オルソンB・ハンターM・レムキーT・ペンドル · トンR・ベリアードL・スミスR・ガントD・ジャスティス | 先発投手                 | 先発投手                 | 先発投手                 | 投球                     | Z・スミスD・スロートG・リーダスJ・リンドS・ブーシェルJ・ベルB・ボンズA・バンスライクB・ボニーヤ |
| S・エイベリー          | S・エイベリー          | S・エイベリー          | 左                     | S・エイベリーG・オルソンB・ハンターM・レムキーT・ペンドル · トンR・ベリアードL・スミスR・ガントD・ジャスティス | Z・スミス                | Z・スミス                | Z・スミス                | 左                       | Z・スミスD・スロートG・リーダスJ・リンドS・ブーシェルJ・ベルB・ボンズA・バンスライクB・ボニーヤ |

### 第3戦 10月12日
- アトランタ・フルトン・カウンティ・スタジアム（ジョージア州アトランタ）

|                          | 1 | 2 | 3 | 4 | 5 | 6 | 7 | 8 | 9 | R  | H  | E |
| ------------------------ | - | - | - | - | - | - | - | - | - | -- | -- | - |
| ピッツバーグ・パイレーツ | 1 | 0 | 0 | 1 | 0 | 0 | 1 | 0 | 0 | 3  | 10 | 2 |
| アトランタ・ブレーブス   | 4 | 1 | 1 | 0 | 0 | 0 | 1 | 3 | X | 10 | 11 | 0 |

1. 勝利：ジョン・スモルツ（1勝）
2. セーブ：アレハンドロ・ペーニャ（2S）
3. 敗戦：ジョン・スマイリー（1敗）
4. 本塁打
PIT：オーランド・マルセド1号ソロ、ジェイ・ベル1号ソロ
ATL：グレッグ・オルソン1号2ラン、ロン・ガント1号ソロ、シド・ブリーム1号3ラン
5. 審判
［球審］デイナ・デムス
［塁審］一塁: エリック・グレッグ、二塁: ボブ・デービッドソン、三塁: ブルース・フローミング
［外審］左翼: ダグ・ハーヴェイ、右翼: フランク・プーリ
6. 試合開始時刻: 東部夏時間（UTC-4）午後3時00分  試合時間: 3時間21分  観客: 5万905人
詳細: MLB.com Gameday / Baseball-Reference.com

| ピッツバーグ・パイレーツ | ピッツバーグ・パイレーツ | ピッツバーグ・パイレーツ | ピッツバーグ・パイレーツ | ピッツバーグ・パイレーツ                                                                                | アトランタ・ブレーブス | アトランタ・ブレーブス | アトランタ・ブレーブス | アトランタ・ブレーブス | アトランタ・ブレーブス                                                                                       |
| ------------------------ | ------------------------ | ------------------------ | ------------------------ | --- | ---------------------- | ---------------------- | ---------------------- | ---------------------- | --- |
| 打順                     | 守備                     | 選手                     | 打席                     | J・スマイリーM・ラバリエールO・マルセドJ・リンドS・ブーシェルJ・ベルB・ボンズA・バンスライクB・ボニーヤ | 打順                   | 守備                   | 選手                   | 打席                   | J・スモルツG・オルソンB・ハンターM・レムキーT・ペンドル · トンR・ベリアードL・スミスR・ガントD・ジャスティス |
| 1                        | 一                       | O・マルセド              | 両                       | J・スマイリーM・ラバリエールO・マルセドJ・リンドS・ブーシェルJ・ベルB・ボンズA・バンスライクB・ボニーヤ | 1                      | 左                     | L・スミス              | 右                     | J・スモルツG・オルソンB・ハンターM・レムキーT・ペンドル · トンR・ベリアードL・スミスR・ガントD・ジャスティス |
| 2                        | 遊                       | J・ベル                  | 右                       | J・スマイリーM・ラバリエールO・マルセドJ・リンドS・ブーシェルJ・ベルB・ボンズA・バンスライクB・ボニーヤ | 2                      | 三                     | T・ペンドルトン        | 両                     | J・スモルツG・オルソンB・ハンターM・レムキーT・ペンドル · トンR・ベリアードL・スミスR・ガントD・ジャスティス |
| 3                        | 中                       | A・バンスライク          | 左                       | J・スマイリーM・ラバリエールO・マルセドJ・リンドS・ブーシェルJ・ベルB・ボンズA・バンスライクB・ボニーヤ | 3                      | 中                     | R・ガント              | 右                     | J・スモルツG・オルソンB・ハンターM・レムキーT・ペンドル · トンR・ベリアードL・スミスR・ガントD・ジャスティス |
| 4                        | 右                       | B・ボニーヤ              | 両                       | J・スマイリーM・ラバリエールO・マルセドJ・リンドS・ブーシェルJ・ベルB・ボンズA・バンスライクB・ボニーヤ | 4                      | 右                     | D・ジャスティス        | 左                     | J・スモルツG・オルソンB・ハンターM・レムキーT・ペンドル · トンR・ベリアードL・スミスR・ガントD・ジャスティス |
| 5                        | 左                       | B・ボンズ                | 左                       | J・スマイリーM・ラバリエールO・マルセドJ・リンドS・ブーシェルJ・ベルB・ボンズA・バンスライクB・ボニーヤ | 5                      | 一                     | B・ハンター            | 右                     | J・スモルツG・オルソンB・ハンターM・レムキーT・ペンドル · トンR・ベリアードL・スミスR・ガントD・ジャスティス |
| 6                        | 三                       | S・ブーシェル            | 右                       | J・スマイリーM・ラバリエールO・マルセドJ・リンドS・ブーシェルJ・ベルB・ボンズA・バンスライクB・ボニーヤ | 6                      | 捕                     | G・オルソン            | 右                     | J・スモルツG・オルソンB・ハンターM・レムキーT・ペンドル · トンR・ベリアードL・スミスR・ガントD・ジャスティス |
| 7                        | 捕                       | M・ラバリエール          | 左                       | J・スマイリーM・ラバリエールO・マルセドJ・リンドS・ブーシェルJ・ベルB・ボンズA・バンスライクB・ボニーヤ | 7                      | 二                     | M・レムキー            | 両                     | J・スモルツG・オルソンB・ハンターM・レムキーT・ペンドル · トンR・ベリアードL・スミスR・ガントD・ジャスティス |
| 8                        | 二                       | J・リンド                | 右                       | J・スマイリーM・ラバリエールO・マルセドJ・リンドS・ブーシェルJ・ベルB・ボンズA・バンスライクB・ボニーヤ | 8                      | 遊                     | R・ベリアード          | 右                     | J・スモルツG・オルソンB・ハンターM・レムキーT・ペンドル · トンR・ベリアードL・スミスR・ガントD・ジャスティス |
| 9                        | 投                       | J・スマイリー            | 左                       | J・スマイリーM・ラバリエールO・マルセドJ・リンドS・ブーシェルJ・ベルB・ボンズA・バンスライクB・ボニーヤ | 9                      | 投                     | J・スモルツ            | 右                     | J・スモルツG・オルソンB・ハンターM・レムキーT・ペンドル · トンR・ベリアードL・スミスR・ガントD・ジャスティス |
| 先発投手                 | 先発投手                 | 先発投手                 | 投球                     | J・スマイリーM・ラバリエールO・マルセドJ・リンドS・ブーシェルJ・ベルB・ボンズA・バンスライクB・ボニーヤ | 先発投手               | 先発投手               | 先発投手               | 投球                   | J・スモルツG・オルソンB・ハンターM・レムキーT・ペンドル · トンR・ベリアードL・スミスR・ガントD・ジャスティス |
| J・スマイリー            | J・スマイリー            | J・スマイリー            | 左                       | J・スマイリーM・ラバリエールO・マルセドJ・リンドS・ブーシェルJ・ベルB・ボンズA・バンスライクB・ボニーヤ | J・スモルツ            | J・スモルツ            | J・スモルツ            | 右                     | J・スモルツG・オルソンB・ハンターM・レムキーT・ペンドル · トンR・ベリアードL・スミスR・ガントD・ジャスティス |

### 第4戦 10月13日
- アトランタ・フルトン・カウンティ・スタジアム（ジョージア州アトランタ）

|                          | 1 | 2 | 3 | 4 | 5 | 6 | 7 | 8 | 9 | 10 | R | H  | E |
| ------------------------ | - | - | - | - | - | - | - | - | - | -- | - | -- | - |
| ピッツバーグ・パイレーツ | 0 | 1 | 0 | 0 | 1 | 0 | 0 | 0 | 0 | 1  | 3 | 11 | 1 |
| アトランタ・ブレーブス   | 2 | 0 | 0 | 0 | 0 | 0 | 0 | 0 | 0 | 0  | 2 | 7  | 1 |

1. 勝利：スタン・ベリンダ（1勝）
2. 敗戦：ケント・マーカー（1敗）
3. 審判
［球審］エリック・グレッグ
［塁審］一塁: ボブ・デービッドソン、二塁: ブルース・フローミング、三塁: ダグ・ハーヴェイ
［外審］左翼: フランク・プーリ、右翼: デイナ・デムス
4. 試合開始時刻: 東部夏時間（UTC-4）午後8時38分  試合時間: 3時間43分  観客: 5万1109人
詳細: MLB.com Gameday / Baseball-Reference.com

| ピッツバーグ・パイレーツ | ピッツバーグ・パイレーツ | ピッツバーグ・パイレーツ | ピッツバーグ・パイレーツ | ピッツバーグ・パイレーツ                                                                          | アトランタ・ブレーブス | アトランタ・ブレーブス | アトランタ・ブレーブス | アトランタ・ブレーブス | アトランタ・ブレーブス                                                                                           |
| ------------------------ | ------------------------ | ------------------------ | ------------------------ | ------------------------------------------------------------------------------------------------- | ---------------------- | ---------------------- | ---------------------- | ---------------------- | --- |
| 打順                     | 守備                     | 選手                     | 打席                     | R・トムリンD・スロートG・リーダスJ・リンドS・ブーシェルJ・ベルB・ボンズA・バンスライクB・ボニーヤ | 打順                   | 守備                   | 選手                   | 打席                   | C・リーブラントG・オルソンB・ハンターM・レムキーT・ペンドル · トンR・ベリアードL・スミスR・ガントD・ジャスティス |
| 1                        | 一                       | G・リーダス              | 右                       | R・トムリンD・スロートG・リーダスJ・リンドS・ブーシェルJ・ベルB・ボンズA・バンスライクB・ボニーヤ | 1                      | 左                     | L・スミス              | 右                     | C・リーブラントG・オルソンB・ハンターM・レムキーT・ペンドル · トンR・ベリアードL・スミスR・ガントD・ジャスティス |
| 2                        | 遊                       | J・ベル                  | 右                       | R・トムリンD・スロートG・リーダスJ・リンドS・ブーシェルJ・ベルB・ボンズA・バンスライクB・ボニーヤ | 2                      | 三                     | T・ペンドルトン        | 両                     | C・リーブラントG・オルソンB・ハンターM・レムキーT・ペンドル · トンR・ベリアードL・スミスR・ガントD・ジャスティス |
| 3                        | 中                       | A・バンスライク          | 左                       | R・トムリンD・スロートG・リーダスJ・リンドS・ブーシェルJ・ベルB・ボンズA・バンスライクB・ボニーヤ | 3                      | 中                     | R・ガント              | 右                     | C・リーブラントG・オルソンB・ハンターM・レムキーT・ペンドル · トンR・ベリアードL・スミスR・ガントD・ジャスティス |
| 4                        | 右                       | B・ボニーヤ              | 両                       | R・トムリンD・スロートG・リーダスJ・リンドS・ブーシェルJ・ベルB・ボンズA・バンスライクB・ボニーヤ | 4                      | 右                     | D・ジャスティス        | 左                     | C・リーブラントG・オルソンB・ハンターM・レムキーT・ペンドル · トンR・ベリアードL・スミスR・ガントD・ジャスティス |
| 5                        | 左                       | B・ボンズ                | 左                       | R・トムリンD・スロートG・リーダスJ・リンドS・ブーシェルJ・ベルB・ボンズA・バンスライクB・ボニーヤ | 5                      | 一                     | B・ハンター            | 右                     | C・リーブラントG・オルソンB・ハンターM・レムキーT・ペンドル · トンR・ベリアードL・スミスR・ガントD・ジャスティス |
| 6                        | 三                       | S・ブーシェル            | 右                       | R・トムリンD・スロートG・リーダスJ・リンドS・ブーシェルJ・ベルB・ボンズA・バンスライクB・ボニーヤ | 6                      | 捕                     | G・オルソン            | 右                     | C・リーブラントG・オルソンB・ハンターM・レムキーT・ペンドル · トンR・ベリアードL・スミスR・ガントD・ジャスティス |
| 7                        | 捕                       | D・スロート              | 右                       | R・トムリンD・スロートG・リーダスJ・リンドS・ブーシェルJ・ベルB・ボンズA・バンスライクB・ボニーヤ | 7                      | 二                     | M・レムキー            | 両                     | C・リーブラントG・オルソンB・ハンターM・レムキーT・ペンドル · トンR・ベリアードL・スミスR・ガントD・ジャスティス |
| 8                        | 二                       | J・リンド                | 右                       | R・トムリンD・スロートG・リーダスJ・リンドS・ブーシェルJ・ベルB・ボンズA・バンスライクB・ボニーヤ | 8                      | 遊                     | R・ベリアード          | 右                     | C・リーブラントG・オルソンB・ハンターM・レムキーT・ペンドル · トンR・ベリアードL・スミスR・ガントD・ジャスティス |
| 9                        | 投                       | R・トムリン              | 左                       | R・トムリンD・スロートG・リーダスJ・リンドS・ブーシェルJ・ベルB・ボンズA・バンスライクB・ボニーヤ | 9                      | 投                     | C・リーブラント        | 右                     | C・リーブラントG・オルソンB・ハンターM・レムキーT・ペンドル · トンR・ベリアードL・スミスR・ガントD・ジャスティス |
| 先発投手                 | 先発投手                 | 先発投手                 | 投球                     | R・トムリンD・スロートG・リーダスJ・リンドS・ブーシェルJ・ベルB・ボンズA・バンスライクB・ボニーヤ | 先発投手               | 先発投手               | 先発投手               | 投球                   | C・リーブラントG・オルソンB・ハンターM・レムキーT・ペンドル · トンR・ベリアードL・スミスR・ガントD・ジャスティス |
| R・トムリン              | R・トムリン              | R・トムリン              | 左                       | R・トムリンD・スロートG・リーダスJ・リンドS・ブーシェルJ・ベルB・ボンズA・バンスライクB・ボニーヤ | C・リーブラント        | C・リーブラント        | C・リーブラント        | 左                     | C・リーブラントG・オルソンB・ハンターM・レムキーT・ペンドル · トンR・ベリアードL・スミスR・ガントD・ジャスティス |

### 第5戦 10月14日
- アトランタ・フルトン・カウンティ・スタジアム（ジョージア州アトランタ）

|                          | 1 | 2 | 3 | 4 | 5 | 6 | 7 | 8 | 9 | R | H | E |
| ------------------------ | - | - | - | - | - | - | - | - | - | - | - | - |
| ピッツバーグ・パイレーツ | 0 | 0 | 0 | 0 | 1 | 0 | 0 | 0 | 0 | 1 | 6 | 2 |
| アトランタ・ブレーブス   | 0 | 0 | 0 | 0 | 0 | 0 | 0 | 0 | 0 | 0 | 9 | 1 |

1. 勝利：ゼイン・スミス（1勝1敗）
2. セーブ：ロジャー・メイソン（1S）
3. 敗戦：トム・グラビン（2敗）
4. 審判
［球審］ボブ・デービッドソン
［塁審］一塁: ブルース・フローミング、二塁: ダグ・ハーヴェイ、三塁: フランク・プーリ
［外審］左翼: デイナ・デムス、右翼: エリック・グレッグ
5. 試合開始時刻: 東部夏時間（UTC-4）午後3時8分  試合時間: 2時間51分  観客: 5万1109人
詳細: MLB.com Gameday / Baseball-Reference.com

| ピッツバーグ・パイレーツ | ピッツバーグ・パイレーツ | ピッツバーグ・パイレーツ | ピッツバーグ・パイレーツ | ピッツバーグ・パイレーツ                                                                        | アトランタ・ブレーブス | アトランタ・ブレーブス | アトランタ・ブレーブス | アトランタ・ブレーブス | アトランタ・ブレーブス                                                                                       |
| ------------------------ | ------------------------ | ------------------------ | ------------------------ | ----------------------------------------------------------------------------------------------- | ---------------------- | ---------------------- | ---------------------- | ---------------------- | --- |
| 打順                     | 守備                     | 選手                     | 打席                     | Z・スミスD・スロートG・リーダスJ・リンドS・ブーシェルJ・ベルB・ボンズA・バンスライクB・ボニーヤ | 打順                   | 守備                   | 選手                   | 打席                   | T・グラビンG・オルソンB・ハンターM・レムキーT・ペンドル · トンR・ベリアードL・スミスR・ガントD・ジャスティス |
| 1                        | 一                       | G・リーダス              | 右                       | Z・スミスD・スロートG・リーダスJ・リンドS・ブーシェルJ・ベルB・ボンズA・バンスライクB・ボニーヤ | 1                      | 左                     | L・スミス              | 右                     | T・グラビンG・オルソンB・ハンターM・レムキーT・ペンドル · トンR・ベリアードL・スミスR・ガントD・ジャスティス |
| 2                        | 遊                       | J・ベル                  | 右                       | Z・スミスD・スロートG・リーダスJ・リンドS・ブーシェルJ・ベルB・ボンズA・バンスライクB・ボニーヤ | 2                      | 三                     | T・ペンドルトン        | 両                     | T・グラビンG・オルソンB・ハンターM・レムキーT・ペンドル · トンR・ベリアードL・スミスR・ガントD・ジャスティス |
| 3                        | 中                       | A・バンスライク          | 左                       | Z・スミスD・スロートG・リーダスJ・リンドS・ブーシェルJ・ベルB・ボンズA・バンスライクB・ボニーヤ | 3                      | 中                     | R・ガント              | 右                     | T・グラビンG・オルソンB・ハンターM・レムキーT・ペンドル · トンR・ベリアードL・スミスR・ガントD・ジャスティス |
| 4                        | 右                       | B・ボニーヤ              | 両                       | Z・スミスD・スロートG・リーダスJ・リンドS・ブーシェルJ・ベルB・ボンズA・バンスライクB・ボニーヤ | 4                      | 右                     | D・ジャスティス        | 左                     | T・グラビンG・オルソンB・ハンターM・レムキーT・ペンドル · トンR・ベリアードL・スミスR・ガントD・ジャスティス |
| 5                        | 左                       | B・ボンズ                | 左                       | Z・スミスD・スロートG・リーダスJ・リンドS・ブーシェルJ・ベルB・ボンズA・バンスライクB・ボニーヤ | 5                      | 一                     | B・ハンター            | 右                     | T・グラビンG・オルソンB・ハンターM・レムキーT・ペンドル · トンR・ベリアードL・スミスR・ガントD・ジャスティス |
| 6                        | 三                       | S・ブーシェル            | 右                       | Z・スミスD・スロートG・リーダスJ・リンドS・ブーシェルJ・ベルB・ボンズA・バンスライクB・ボニーヤ | 6                      | 捕                     | G・オルソン            | 右                     | T・グラビンG・オルソンB・ハンターM・レムキーT・ペンドル · トンR・ベリアードL・スミスR・ガントD・ジャスティス |
| 7                        | 捕                       | D・スロート              | 右                       | Z・スミスD・スロートG・リーダスJ・リンドS・ブーシェルJ・ベルB・ボンズA・バンスライクB・ボニーヤ | 7                      | 二                     | M・レムキー            | 両                     | T・グラビンG・オルソンB・ハンターM・レムキーT・ペンドル · トンR・ベリアードL・スミスR・ガントD・ジャスティス |
| 8                        | 二                       | J・リンド                | 右                       | Z・スミスD・スロートG・リーダスJ・リンドS・ブーシェルJ・ベルB・ボンズA・バンスライクB・ボニーヤ | 8                      | 遊                     | R・ベリアード          | 右                     | T・グラビンG・オルソンB・ハンターM・レムキーT・ペンドル · トンR・ベリアードL・スミスR・ガントD・ジャスティス |
| 9                        | 投                       | Z・スミス                | 左                       | Z・スミスD・スロートG・リーダスJ・リンドS・ブーシェルJ・ベルB・ボンズA・バンスライクB・ボニーヤ | 9                      | 投                     | T・グラビン            | 左                     | T・グラビンG・オルソンB・ハンターM・レムキーT・ペンドル · トンR・ベリアードL・スミスR・ガントD・ジャスティス |
| 先発投手                 | 先発投手                 | 先発投手                 | 投球                     | Z・スミスD・スロートG・リーダスJ・リンドS・ブーシェルJ・ベルB・ボンズA・バンスライクB・ボニーヤ | 先発投手               | 先発投手               | 先発投手               | 投球                   | T・グラビンG・オルソンB・ハンターM・レムキーT・ペンドル · トンR・ベリアードL・スミスR・ガントD・ジャスティス |
| Z・スミス                | Z・スミス                | Z・スミス                | 左                       | Z・スミスD・スロートG・リーダスJ・リンドS・ブーシェルJ・ベルB・ボンズA・バンスライクB・ボニーヤ | T・グラビン            | T・グラビン            | T・グラビン            | 左                     | T・グラビンG・オルソンB・ハンターM・レムキーT・ペンドル · トンR・ベリアードL・スミスR・ガントD・ジャスティス |

### 第6戦 10月16日
- スリー・リバース・スタジアム（ペンシルベニア州ピッツバーグ）

|                          | 1 | 2 | 3 | 4 | 5 | 6 | 7 | 8 | 9 | R | H | E |
| ------------------------ | - | - | - | - | - | - | - | - | - | - | - | - |
| アトランタ・ブレーブス   | 0 | 0 | 0 | 0 | 0 | 0 | 0 | 0 | 1 | 1 | 7 | 0 |
| ピッツバーグ・パイレーツ | 0 | 0 | 0 | 0 | 0 | 0 | 0 | 0 | 0 | 0 | 4 | 0 |

1. 勝利：スティーブ・エイベリー（2勝）
2. セーブ：アレハンドロ・ペーニャ（S）
3. 敗戦：ダグ・ドレイベック（1勝1敗）
4. 審判
［球審］ブルース・フローミング
［塁審］一塁: ダグ・ハーヴェイ、二塁: フランク・プーリ、三塁: デイナ・デムス
［外審］左翼: エリック・グレッグ、右翼: ボブ・デービッドソン
5. 試合開始時刻: 東部夏時間（UTC-4）午後8時39分  試合時間: 3時間9分  観客: 5万4508人  気温: 49°F（9.4°C）
詳細: MLB.com Gameday / Baseball-Reference.com

| アトランタ・ブレーブス | アトランタ・ブレーブス | アトランタ・ブレーブス | アトランタ・ブレーブス | アトランタ・ブレーブス                                                                                               | ピッツバーグ・パイレーツ | ピッツバーグ・パイレーツ | ピッツバーグ・パイレーツ | ピッツバーグ・パイレーツ | ピッツバーグ・パイレーツ                                                                              |
| ---------------------- | ---------------------- | ---------------------- | ---------------------- | --- | ------------------------ | ------------------------ | ------------------------ | ------------------------ | --- |
| 打順                   | 守備                   | 選手                   | 打席                   | S・エイベリーG・オルソンS・ブリームJ・トレッドウェイT・ペンドル · トンR・ベリアードL・スミスR・ガントD・ジャスティス | 打順                     | 守備                     | 選手                     | 打席                     | D・ドレイベックD・スロートG・リーダスJ・リンドS・ブーシェルJ・ベルB・ボンズA・バンスライクB・ボニーヤ |
| 1                      | 左                     | L・スミス              | 右                     | S・エイベリーG・オルソンS・ブリームJ・トレッドウェイT・ペンドル · トンR・ベリアードL・スミスR・ガントD・ジャスティス | 1                        | 一                       | G・リーダス              | 右                       | D・ドレイベックD・スロートG・リーダスJ・リンドS・ブーシェルJ・ベルB・ボンズA・バンスライクB・ボニーヤ |
| 2                      | 二                     | J・トレッドウェイ      | 左                     | S・エイベリーG・オルソンS・ブリームJ・トレッドウェイT・ペンドル · トンR・ベリアードL・スミスR・ガントD・ジャスティス | 2                        | 遊                       | J・ベル                  | 右                       | D・ドレイベックD・スロートG・リーダスJ・リンドS・ブーシェルJ・ベルB・ボンズA・バンスライクB・ボニーヤ |
| 3                      | 三                     | T・ペンドルトン        | 両                     | S・エイベリーG・オルソンS・ブリームJ・トレッドウェイT・ペンドル · トンR・ベリアードL・スミスR・ガントD・ジャスティス | 3                        | 中                       | A・バンスライク          | 左                       | D・ドレイベックD・スロートG・リーダスJ・リンドS・ブーシェルJ・ベルB・ボンズA・バンスライクB・ボニーヤ |
| 4                      | 右                     | D・ジャスティス        | 左                     | S・エイベリーG・オルソンS・ブリームJ・トレッドウェイT・ペンドル · トンR・ベリアードL・スミスR・ガントD・ジャスティス | 4                        | 右                       | B・ボニーヤ              | 両                       | D・ドレイベックD・スロートG・リーダスJ・リンドS・ブーシェルJ・ベルB・ボンズA・バンスライクB・ボニーヤ |
| 5                      | 中                     | R・ガント              | 右                     | S・エイベリーG・オルソンS・ブリームJ・トレッドウェイT・ペンドル · トンR・ベリアードL・スミスR・ガントD・ジャスティス | 5                        | 左                       | B・ボンズ                | 左                       | D・ドレイベックD・スロートG・リーダスJ・リンドS・ブーシェルJ・ベルB・ボンズA・バンスライクB・ボニーヤ |
| 6                      | 一                     | S・ブリーム            | 左                     | S・エイベリーG・オルソンS・ブリームJ・トレッドウェイT・ペンドル · トンR・ベリアードL・スミスR・ガントD・ジャスティス | 6                        | 三                       | S・ブーシェル            | 右                       | D・ドレイベックD・スロートG・リーダスJ・リンドS・ブーシェルJ・ベルB・ボンズA・バンスライクB・ボニーヤ |
| 7                      | 捕                     | G・オルソン            | 右                     | S・エイベリーG・オルソンS・ブリームJ・トレッドウェイT・ペンドル · トンR・ベリアードL・スミスR・ガントD・ジャスティス | 7                        | 捕                       | D・スロート              | 右                       | D・ドレイベックD・スロートG・リーダスJ・リンドS・ブーシェルJ・ベルB・ボンズA・バンスライクB・ボニーヤ |
| 8                      | 遊                     | R・ベリアード          | 右                     | S・エイベリーG・オルソンS・ブリームJ・トレッドウェイT・ペンドル · トンR・ベリアードL・スミスR・ガントD・ジャスティス | 8                        | 二                       | J・リンド                | 右                       | D・ドレイベックD・スロートG・リーダスJ・リンドS・ブーシェルJ・ベルB・ボンズA・バンスライクB・ボニーヤ |
| 9                      | 投                     | S・エイベリー          | 左                     | S・エイベリーG・オルソンS・ブリームJ・トレッドウェイT・ペンドル · トンR・ベリアードL・スミスR・ガントD・ジャスティス | 9                        | 投                       | D・ドレイベック          | 右                       | D・ドレイベックD・スロートG・リーダスJ・リンドS・ブーシェルJ・ベルB・ボンズA・バンスライクB・ボニーヤ |
| 先発投手               | 先発投手               | 先発投手               | 投球                   | S・エイベリーG・オルソンS・ブリームJ・トレッドウェイT・ペンドル · トンR・ベリアードL・スミスR・ガントD・ジャスティス | 先発投手                 | 先発投手                 | 先発投手                 | 投球                     | D・ドレイベックD・スロートG・リーダスJ・リンドS・ブーシェルJ・ベルB・ボンズA・バンスライクB・ボニーヤ |
| S・エイベリー          | S・エイベリー          | S・エイベリー          | 左                     | S・エイベリーG・オルソンS・ブリームJ・トレッドウェイT・ペンドル · トンR・ベリアードL・スミスR・ガントD・ジャスティス | D・ドレイベック          | D・ドレイベック          | D・ドレイベック          | 右                       | D・ドレイベックD・スロートG・リーダスJ・リンドS・ブーシェルJ・ベルB・ボンズA・バンスライクB・ボニーヤ |

### 第7戦 10月17日
- スリー・リバース・スタジアム（ペンシルベニア州ピッツバーグ）

|                          | 1 | 2 | 3 | 4 | 5 | 6 | 7 | 8 | 9 | R | H | E |
| ------------------------ | - | - | - | - | - | - | - | - | - | - | - | - |
| アトランタ・ブレーブス   | 3 | 0 | 0 | 0 | 1 | 0 | 0 | 0 | 0 | 4 | 6 | 1 |
| ピッツバーグ・パイレーツ | 0 | 0 | 0 | 0 | 0 | 0 | 0 | 0 | 0 | 0 | 6 | 0 |

1. 勝利：ジョン・スモルツ（2勝）
2. 敗戦：ジョン・スマイリー（2敗）
3. 本塁打
ATL：ブライアン・ハンター1号2ラン
4. 審判
［球審］ダグ・ハーヴェイ
［塁審］一塁: フランク・プーリ、二塁: デイナ・デムス、三塁: エリック・グレッグ
［外審］左翼: ボブ・デービッドソン、右翼: ブルース・フローミング
5. 試合開始時刻: 東部夏時間（UTC-4）午後8時39分  試合時間: 3時間4分  観客: 4万6932人  気温: 60°F（15.6°C）
詳細: MLB.com Gameday / Baseball-Reference.com

| アトランタ・ブレーブス | アトランタ・ブレーブス | アトランタ・ブレーブス | アトランタ・ブレーブス | アトランタ・ブレーブス                                                                                       | ピッツバーグ・パイレーツ | ピッツバーグ・パイレーツ | ピッツバーグ・パイレーツ | ピッツバーグ・パイレーツ | ピッツバーグ・パイレーツ                                                                                |
| ---------------------- | ---------------------- | ---------------------- | ---------------------- | --- | ------------------------ | ------------------------ | ------------------------ | ------------------------ | --- |
| 打順                   | 守備                   | 選手                   | 打席                   | J・スモルツG・オルソンB・ハンターM・レムキーT・ペンドル · トンR・ベリアードL・スミスR・ガントD・ジャスティス | 打順                     | 守備                     | 選手                     | 打席                     | J・スマイリーM・ラバリエールO・マルセドJ・リンドS・ブーシェルJ・ベルB・ボンズA・バンスライクB・ボニーヤ |
| 1                      | 左                     | L・スミス              | 右                     | J・スモルツG・オルソンB・ハンターM・レムキーT・ペンドル · トンR・ベリアードL・スミスR・ガントD・ジャスティス | 1                        | 一                       | O・マルセド              | 両                       | J・スマイリーM・ラバリエールO・マルセドJ・リンドS・ブーシェルJ・ベルB・ボンズA・バンスライクB・ボニーヤ |
| 2                      | 三                     | T・ペンドルトン        | 両                     | J・スモルツG・オルソンB・ハンターM・レムキーT・ペンドル · トンR・ベリアードL・スミスR・ガントD・ジャスティス | 2                        | 遊                       | J・ベル                  | 右                       | J・スマイリーM・ラバリエールO・マルセドJ・リンドS・ブーシェルJ・ベルB・ボンズA・バンスライクB・ボニーヤ |
| 3                      | 中                     | R・ガント              | 右                     | J・スモルツG・オルソンB・ハンターM・レムキーT・ペンドル · トンR・ベリアードL・スミスR・ガントD・ジャスティス | 3                        | 中                       | A・バンスライク          | 左                       | J・スマイリーM・ラバリエールO・マルセドJ・リンドS・ブーシェルJ・ベルB・ボンズA・バンスライクB・ボニーヤ |
| 4                      | 右                     | D・ジャスティス        | 左                     | J・スモルツG・オルソンB・ハンターM・レムキーT・ペンドル · トンR・ベリアードL・スミスR・ガントD・ジャスティス | 4                        | 右                       | B・ボニーヤ              | 両                       | J・スマイリーM・ラバリエールO・マルセドJ・リンドS・ブーシェルJ・ベルB・ボンズA・バンスライクB・ボニーヤ |
| 5                      | 一                     | B・ハンター            | 右                     | J・スモルツG・オルソンB・ハンターM・レムキーT・ペンドル · トンR・ベリアードL・スミスR・ガントD・ジャスティス | 5                        | 左                       | B・ボンズ                | 左                       | J・スマイリーM・ラバリエールO・マルセドJ・リンドS・ブーシェルJ・ベルB・ボンズA・バンスライクB・ボニーヤ |
| 6                      | 捕                     | G・オルソン            | 右                     | J・スモルツG・オルソンB・ハンターM・レムキーT・ペンドル · トンR・ベリアードL・スミスR・ガントD・ジャスティス | 6                        | 三                       | S・ブーシェル            | 右                       | J・スマイリーM・ラバリエールO・マルセドJ・リンドS・ブーシェルJ・ベルB・ボンズA・バンスライクB・ボニーヤ |
| 7                      | 二                     | M・レムキー            | 両                     | J・スモルツG・オルソンB・ハンターM・レムキーT・ペンドル · トンR・ベリアードL・スミスR・ガントD・ジャスティス | 7                        | 捕                       | M・ラバリエール          | 左                       | J・スマイリーM・ラバリエールO・マルセドJ・リンドS・ブーシェルJ・ベルB・ボンズA・バンスライクB・ボニーヤ |
| 8                      | 遊                     | R・ベリアード          | 右                     | J・スモルツG・オルソンB・ハンターM・レムキーT・ペンドル · トンR・ベリアードL・スミスR・ガントD・ジャスティス | 8                        | 二                       | J・リンド                | 右                       | J・スマイリーM・ラバリエールO・マルセドJ・リンドS・ブーシェルJ・ベルB・ボンズA・バンスライクB・ボニーヤ |
| 9                      | 投                     | J・スモルツ            | 右                     | J・スモルツG・オルソンB・ハンターM・レムキーT・ペンドル · トンR・ベリアードL・スミスR・ガントD・ジャスティス | 9                        | 投                       | J・スマイリー            | 左                       | J・スマイリーM・ラバリエールO・マルセドJ・リンドS・ブーシェルJ・ベルB・ボンズA・バンスライクB・ボニーヤ |
| 先発投手               | 先発投手               | 先発投手               | 投球                   | J・スモルツG・オルソンB・ハンターM・レムキーT・ペンドル · トンR・ベリアードL・スミスR・ガントD・ジャスティス | 先発投手                 | 先発投手                 | 先発投手                 | 投球                     | J・スマイリーM・ラバリエールO・マルセドJ・リンドS・ブーシェルJ・ベルB・ボンズA・バンスライクB・ボニーヤ |
| J・スモルツ            | J・スモルツ            | J・スモルツ            | 右                     | J・スモルツG・オルソンB・ハンターM・レムキーT・ペンドル · トンR・ベリアードL・スミスR・ガントD・ジャスティス | J・スマイリー            | J・スマイリー            | J・スマイリー            | 左                       | J・スマイリーM・ラバリエールO・マルセドJ・リンドS・ブーシェルJ・ベルB・ボンズA・バンスライクB・ボニーヤ |